# Acacia ophiolithica
Acacia ophiolithica é uma espécie de leguminosa do gênero Acacia, pertencente à família Fabaceae.